# Social Circle (Géorgie)
Social Circle est une ville américaine située dans les comtés de Walton et de Newton, en Géorgie. Selon le recensement de 2020, sa population est de 4 974 habitants.